# Ivana Jakupčević
Ivana Jakupčević (ur. 10 kwietnia 1977 w Zagrzebiu) – chorwacka łyżwiarka figurowa, uczestniczka Igrzysk Olimpijskich w Nagano.